# Labostigmina megantica
Labostigmina megantica is een vliegensoort uit de familie van de Stratiomyidae. De wetenschappelijke naam van de soort is voor het eerst geldig gepubliceerd in 1925 door Curran.